# ایندرا
ایندرا (به سانسکریت: इन्द्र ،  इंद्र)(به تامیلی: இந்திரன)(به تایلندی: พระอินทร์)خدای آسمانها و جنگ در آئین هندو است. فصلی از کتاب ریگ ودا به نام اوست. او همسر ایندرانی و پدر آرجونا، جیانتا، میدوشا، جیانتی، دواسنا، رشابا، و والی است. در متن زرتشتی دینکرد، نیز نام او ذکر گشته است.
ایندیرا یکی از خدایان هندو-ایرانی است که خدای جنگاوری و طبقهٔ جنگاور بوده است.
از صفت‌های ایندرا vṛtrahan (بهرام) به معنای مانع‌شکن است. در دین زردشتی ایندرا (اِندَردیو) در زمرهٔ دیوان بشمار می‌رود و ضد نظم و ترتیب و مانع کستی بستن است و امشاسپند اردیبهشت به مقابله با او برمی‌خیزد.
در بخشی از منابع «ایندرا» مهم‌ترین خدای آیین ودایی آریایی‌های هند بوده است. وی «خدای روشنایی»، «باران»، «پاره کننده ابرها» و «شکافندهٔ کوه‌ها» و «خدای رعد» است که با اژدهای «ورترا» یعنی «خدای تاریکی» و «قحطی» می‌جنگد و او را می‌کشد
مفهوم این دوگانگی در مذهب ودایی هند با مفهوم دوگانگی اوستا، بسیار همانند است، حتی واژه ورترا تقریباً همان واژه «ورثره» اوستاست که در سنسکریت و مذهب ودایی به صورت ورترا تلفظ می‌شود. به‌طور کلی از سرودهای ریگ ودا و گات‌های اوستا، چنین بر می‌آید که مذهب ودایی آریایی‌های هند و زرتشتیان ایران دارای ریشه یگانه ای بوده است. صاحب نظران عقیده دارند، ساخت کلامی وداها، بیش از اینکه به ریشه‌های ادبی سنسکریت نزدیک باشد با اوستا همانند است.
ورترا که به عقیده پیروان مذهب ودایی روح گناه و بدی بوده است.